# Роз'єднувач

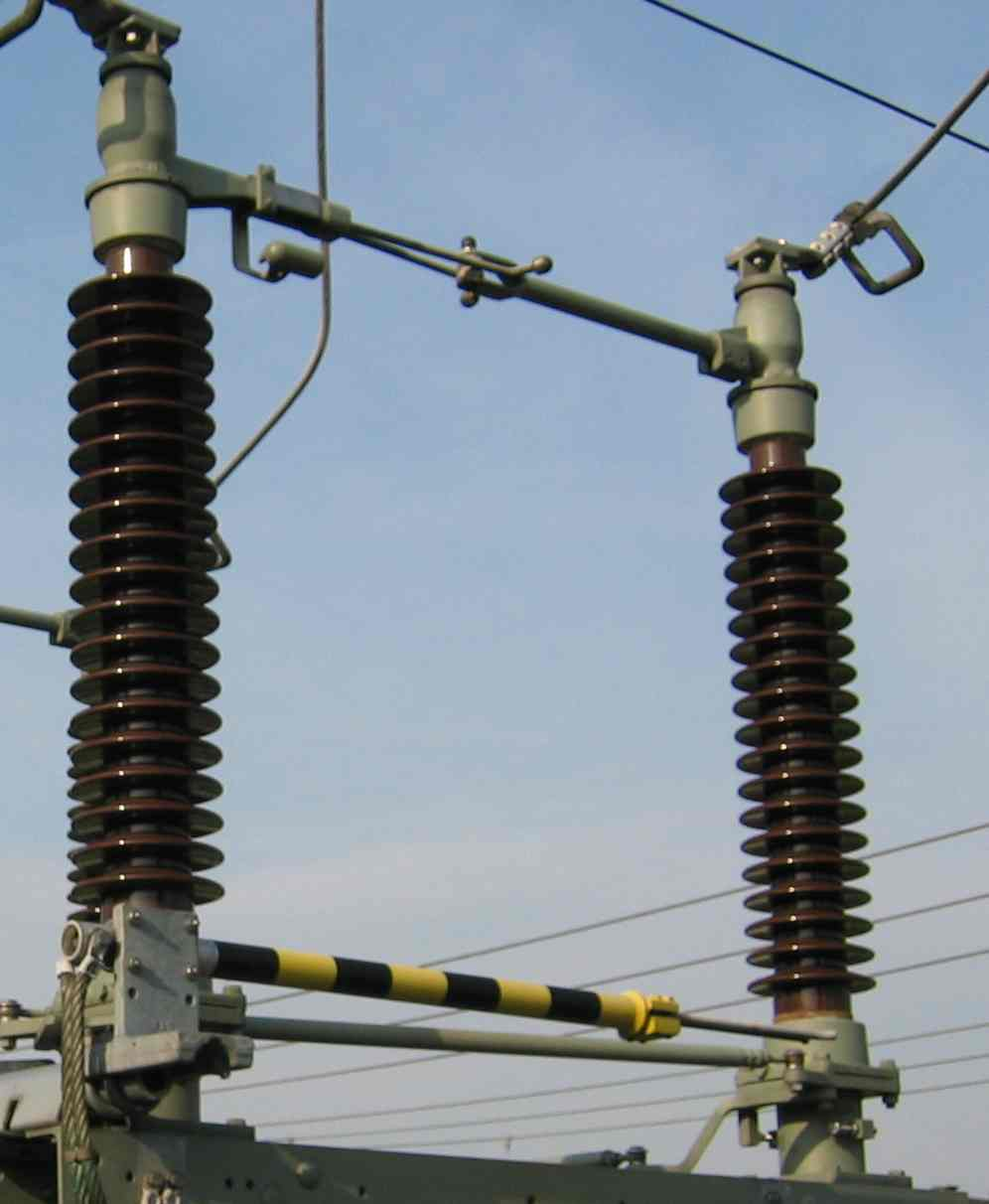
Високовольтний роз'єднувач для роботи при напрузі 110 кВ

Роз'є́днувач (англ. disconnector) — контактний комутаційний апарат, призначений для комутації електричного кола без струму чи з незначним струмом, який у вимкненому положенні має видимий ізоляційний проміжок, що задовольняє певним вимогам безпеки.
Роз'єднувачі застосовуються у високовольтних розподільчих пристроях, для забезпечення безпеки при профілактичних та ремонтних роботах на відімкнених ділянках. В окремих випадках за допомогою роз'єднувачів комутують невеликі струми (наприклад, струми намагнічування трансформаторів невеликої потужності на холостому ході чи струми ненавантажених ліній невеликої довжини). Роз'єднувачі застосовують також для секціонування шин та перемикання електричних ліній з однієї системи шин розподільчого пристрою на іншу.
Роз'єднувач складається з рухомих та нерухомих контактів, закріплених на ізоляторах. Для приведення в дію рухомого контакту використовується ізолятор, за допомогою якого він зчленований з приводом.